# کرنول، لینکلن‌شر
کرنول، لینکلن‌شر (به انگلیسی: Cranwell) یک روستا در بریتانیا است که در کستیون شمالی واقع شده‌است. کرنول ۲٬۸۲۷ نفر جمعیت دارد.